# Saint-Pierre-en-Val
Saint-Pierre-en-Val est une commune française située dans le département de la Seine-Maritime en région Normandie.

## Géographie

### Description
Situé  à proximité de la vallée de la Bresle et à environ 5 km des trois villes sœurs (Eu - Mers - Le Tréport), la localité est traversée par la route départementale 126.

### Communes limitrophes
|                        | Eu                  |                            |
| Saint-Rémy-Boscrocourt | Saint-Pierre-en-Val | Ponts-et-Marais Incheville |
| Baromesnil             | Monchy-sur-Eu       |                            |

### Hydrographie
La commune est située dans le bassin Seine-Normandie. Elle est drainée par le fossé des Côtes-sous-Beaumont,.

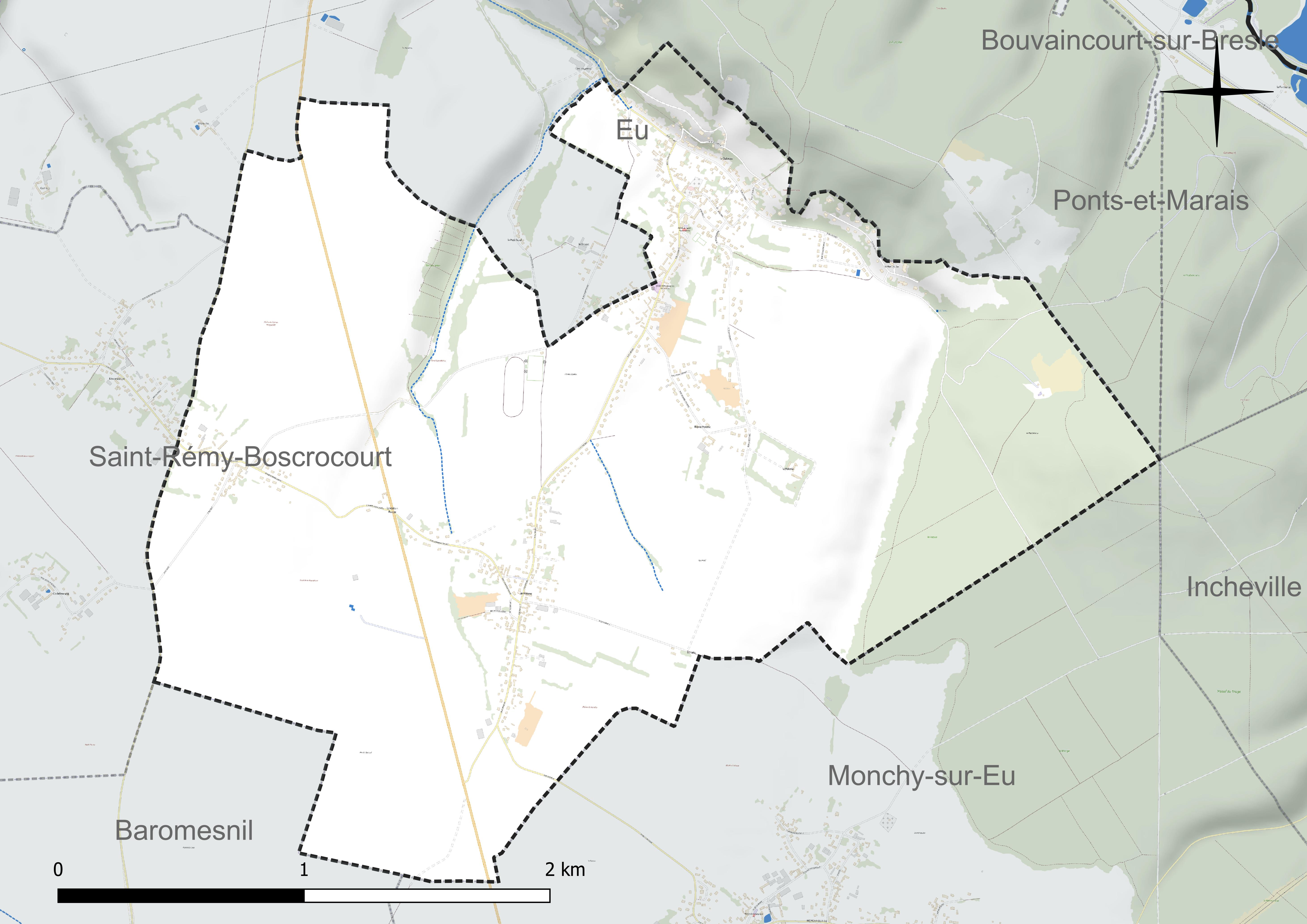
Réseau hydrographique de Saint-Pierre-en-Val.

### Climat
Pour des articles plus généraux, voir Climat de la Normandie et Climat de la Seine-Maritime.
En 2010, le climat de la commune est de type climat océanique franc, selon une étude du CNRS s'appuyant sur une série de données couvrant la période 1971-2000. En 2020, Météo-France publie une typologie des climats de la France métropolitaine dans laquelle la commune est exposée à un climat océanique et est dans la région climatique Côtes de la Manche orientale, caractérisée par un faible ensoleillement (1 550 h/an) ; forte humidité de l’air (plus de 20 h/jour avec humidité relative > 80 % en hiver), vents forts fréquents. Parallèlement le GIEC normand, un groupe régional d’experts sur le climat, différencie quant à lui, dans une étude de 2020, trois grands types de climats pour la région Normandie, nuancés à une échelle plus fine par les facteurs géographiques locaux. La commune est, selon ce zonage, exposée à un « climat maritime », correspondant au Pays de Caux, frais, humide et pluvieux, légèrement plus frais que dans le Cotentin.
Pour la période 1971-2000, la température annuelle moyenne est de 10,4 °C, avec une amplitude thermique annuelle de 12,5 °C. Le cumul annuel moyen de précipitations est de 877 mm, avec 13,5 jours de précipitations en janvier et 8,5 jours en juillet. Pour la période 1991-2020, la température moyenne annuelle observée sur la station météorologique la plus proche, située sur la commune de Cayeux-sur-Mer à 18 km à vol d'oiseau, est de 11,4 °C et le cumul annuel moyen de précipitations est de 761,1 mm,. Pour l'avenir, les paramètres climatiques de la commune estimés pour 2050 selon différents scénarios d’émission de gaz à effet de serre sont consultables sur un site dédié publié par Météo-France en novembre 2022.

## Urbanisme

### Typologie
Au 1er janvier 2024, Saint-Pierre-en-Val est catégorisée commune rurale à habitat dispersé, selon la nouvelle grille communale de densité à sept niveaux définie par l'Insee en 2022.
Elle est située hors unité urbaine. Par ailleurs la commune fait partie de l'aire d'attraction d'Eu, dont elle est une commune de la couronne,. Cette aire, qui regroupe 26 communes, est catégorisée dans les aires de moins de 50 000 habitants,.

### Occupation des sols
L'occupation des sols de la commune, telle qu'elle ressort de la base de données européenne d’occupation biophysique des sols Corine Land Cover (CLC), est marquée par l'importance des territoires agricoles (77,8 % en 2018), une proportion sensiblement équivalente à celle de 1990 (77,9 %). La répartition détaillée en 2018 est la suivante : 
terres arables (63,4 %), forêts (13 %), prairies (10,9 %), zones urbanisées (9,2 %), zones agricoles hétérogènes (3,5 %). L'évolution de l’occupation des sols de la commune et de ses infrastructures peut être observée sur les différentes représentations cartographiques du territoire : la carte de Cassini (XVIIIe siècle), la carte d'état-major (1820-1866) et les cartes ou photos aériennes de l'IGN pour la période actuelle (1950 à aujourd'hui).

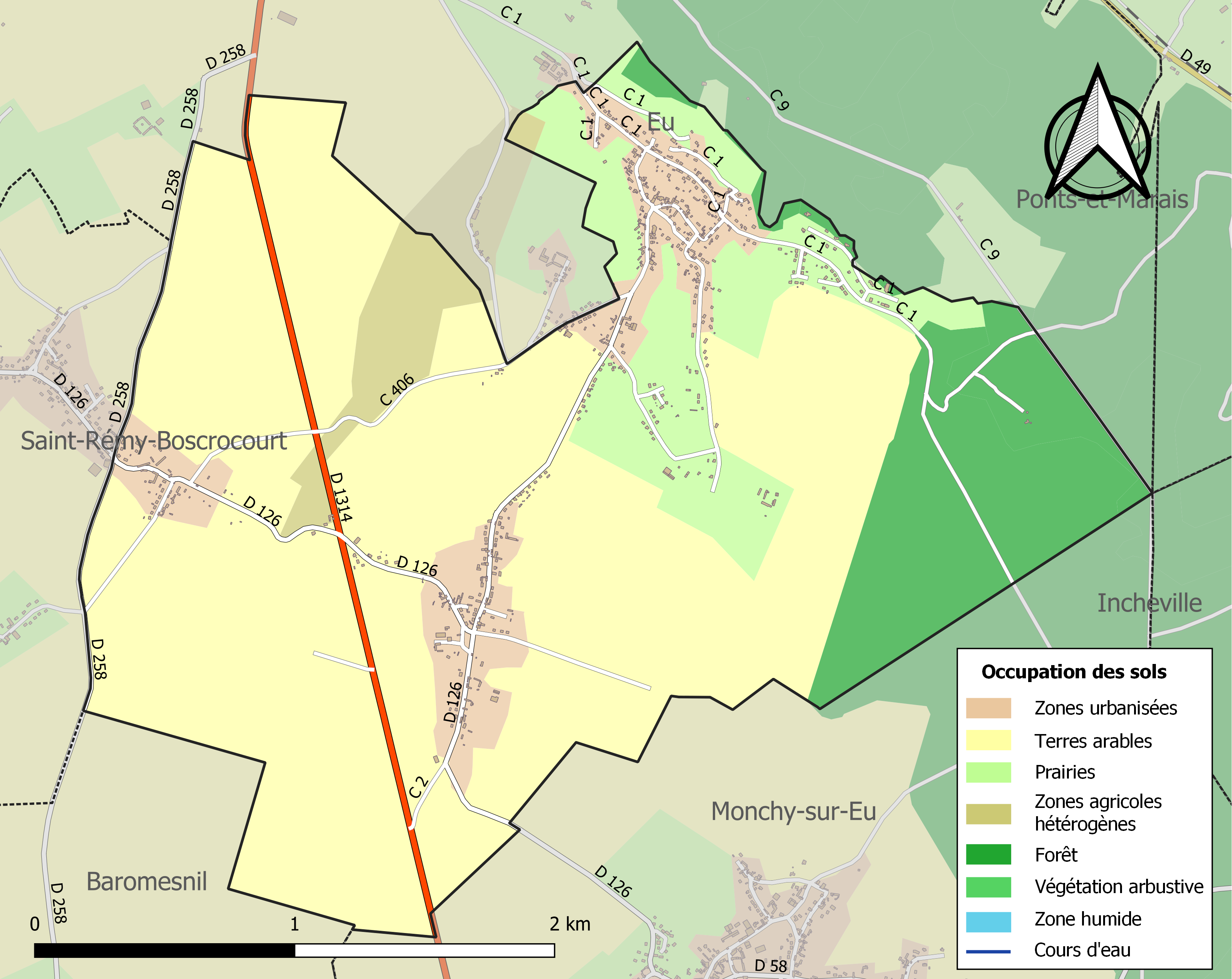
Carte des infrastructures et de l'occupation des sols de la commune en 2018 (CLC).

### Habitat et logement
En 2019, le nombre total de logements dans la commune était de 477, alors qu'il était de 464 en 2014 et de 440 en 2009.
Parmi ces logements, 95 % étaient des résidences principales, 3 % des résidences secondaires et 2 % des logements vacants. Ces logements étaient pour 98,3 % d'entre eux des maisons individuelles et pour 1,5 % des appartements.
Le tableau ci-dessous présente la typologie des logements à Saint-Pierre-en-Val en 2019 en comparaison avec celle de la Seine-Maritime et de la France entière. Une caractéristique marquante du parc de logements est ainsi une proportion de résidences secondaires et logements occasionnels (3 %) inférieure à celle du département (4 %) et  à celle de la France entière (9,7 %). Concernant le statut d'occupation de ces logements, 91,2 % des habitants de la commune sont propriétaires de leur logement (90,5 % en 2014), contre 53 % pour la Seine-Maritime et 57,5 pour la France entière.
| Typologie                                               | Saint-Pierre-en-Val | Seine-Maritime | France entière |
| ------------------------------------------------------- | ------------------- | -------------- | -------------- |
| Résidences principales (en %)                           | 95                  | 87,8           | 82,1           |
| Résidences secondaires et logements occasionnels (en %) | 3                   | 4              | 9,7            |
| Logements vacants (en %)                                | 2                   | 8,2            | 8,2            |

## Toponymie
Le nom de la localité est attesté sous la forme Sancti Petri de Valle en 1059.
L'hagiotoponyme Saint-Pierre fait référence à l'apôtre Pierre qui est le saint patron de la paroisse.
Saint-Pierre-en-Val est nichée dans une valleuse du pays de Caux.

## Histoire

### Temps modernes
Avant la révolution, la cure (paroisse) du village est à la nomination et présentation (droit de patronage) des abbés et religieux de l'abbaye Saint-Michel du Tréport qui y percevait les dîmes.

## Politique et administration

### Rattachements administratifs et électoraux

#### Rattachements administratifs
La commune se trouve  dans l'arrondissement de Dieppe du département de la Seine-Maritime.
Elle faisait partie depuis 1793 du canton d'Eu. Dans le cadre du redécoupage cantonal de 2014 en France, cette circonscription administrative territoriale a disparu, et le canton n'est plus qu'une circonscription électorale.

#### Rattachements électoraux
Pour les élections départementales, la commune fait partie depuis 2014 d'un nouveau canton d'Eu
Pour l'élection des députés, elle fait partie de la sixième circonscription de la Seine-Maritime.

### Intercommunalité
Saint-Pierre-en-Val est membre de la communauté de communes des Villes Sœurs, un établissement public de coopération intercommunale (EPCI) à fiscalité propre créé en 2000 sous le nom de communauté de communes du Gros Jacques et auquel la commune a transféré un certain nombre de ses compétences, dans les conditions déterminées par le code général des collectivités territoriales.

### Liste des maires
| Période                                  | Période                       | Identité          | Étiquette | Qualité                                  |
| ---------------------------------------- | ----------------------------- | ----------------- | --------- | ---------------------------------------- |
| Les données manquantes sont à compléter. |                               |                   |           |                                          |
| 1900                                     | 1919                          | Charles Crépin    |           |                                          |
| 1919                                     | 1929                          | Charles Le Beuf   |           |                                          |
| 1929                                     | 1944                          | Émile Bouteleux   |           |                                          |
| 1944                                     | 1945                          | André Bonhomme    | PCF       |                                          |
| 1945                                     | 1953                          | Simon Godquin     | Droite    |                                          |
| 1953                                     | 1971                          | Lucien Bouteiller | PCF       |                                          |
| 1971                                     | 1983                          | Gilbert Boutleux  | PCF       |                                          |
| mars 1983                                | En cours (au 15 janvier 2023) | Daniel Roche      |           | Retraité Réélu pour le mandat 2020-2026, |

## Démographie
L'évolution du nombre d'habitants est connue à travers les recensements de la population effectués dans la commune depuis 1793. Pour les communes de moins de 10 000 habitants, une enquête de recensement portant sur toute la population est réalisée tous les cinq ans, les populations de référence des années intermédiaires étant quant à elles estimées par interpolation ou extrapolation. Pour la commune, le premier recensement exhaustif entrant dans le cadre du nouveau dispositif a été réalisé en 2005.

En 2022, la commune comptait 1 091 habitants, en évolution de −1,53 % par rapport à 2016 (Seine-Maritime : +0,35 %, France hors Mayotte : +2,11 %).
| 1793 | 1800 | 1806 | 1821 | 1831 | 1836 | 1841 | 1846 | 1851 |
| ---- | ---- | ---- | ---- | ---- | ---- | ---- | ---- | ---- |
| 530  | 512  | 523  | 548  | 611  | 606  | 707  | 701  | 685  |

| 1856 | 1861 | 1866 | 1872 | 1876 | 1881 | 1886 | 1891 | 1896 |
| ---- | ---- | ---- | ---- | ---- | ---- | ---- | ---- | ---- |
| 632  | 618  | 595  | 579  | 567  | 580  | 600  | 621  | 581  |

| 1901 | 1906 | 1911 | 1921 | 1926 | 1931 | 1936 | 1946 | 1954 |
| ---- | ---- | ---- | ---- | ---- | ---- | ---- | ---- | ---- |
| 588  | 569  | 621  | 616  | 619  | 600  | 593  | 571  | 646  |

| 1962 | 1968 | 1975 | 1982 | 1990 | 1999  | 2005  | 2006  | 2010  |
| ---- | ---- | ---- | ---- | ---- | ----- | ----- | ----- | ----- |
| 670  | 671  | 715  | 856  | 978  | 1 018 | 1 102 | 1 110 | 1 118 |

| 2015  | 2020  | 2022  | - | - | - | - | - | - |
| ----- | ----- | ----- | - | - | - | - | - | - |
| 1 116 | 1 087 | 1 091 | - | - | - | - | - | - |

## Culture locale et patrimoine

### Lieux et monuments
- L'église Saint-Pierre.
- La Pierre Bise, site mégalithique.

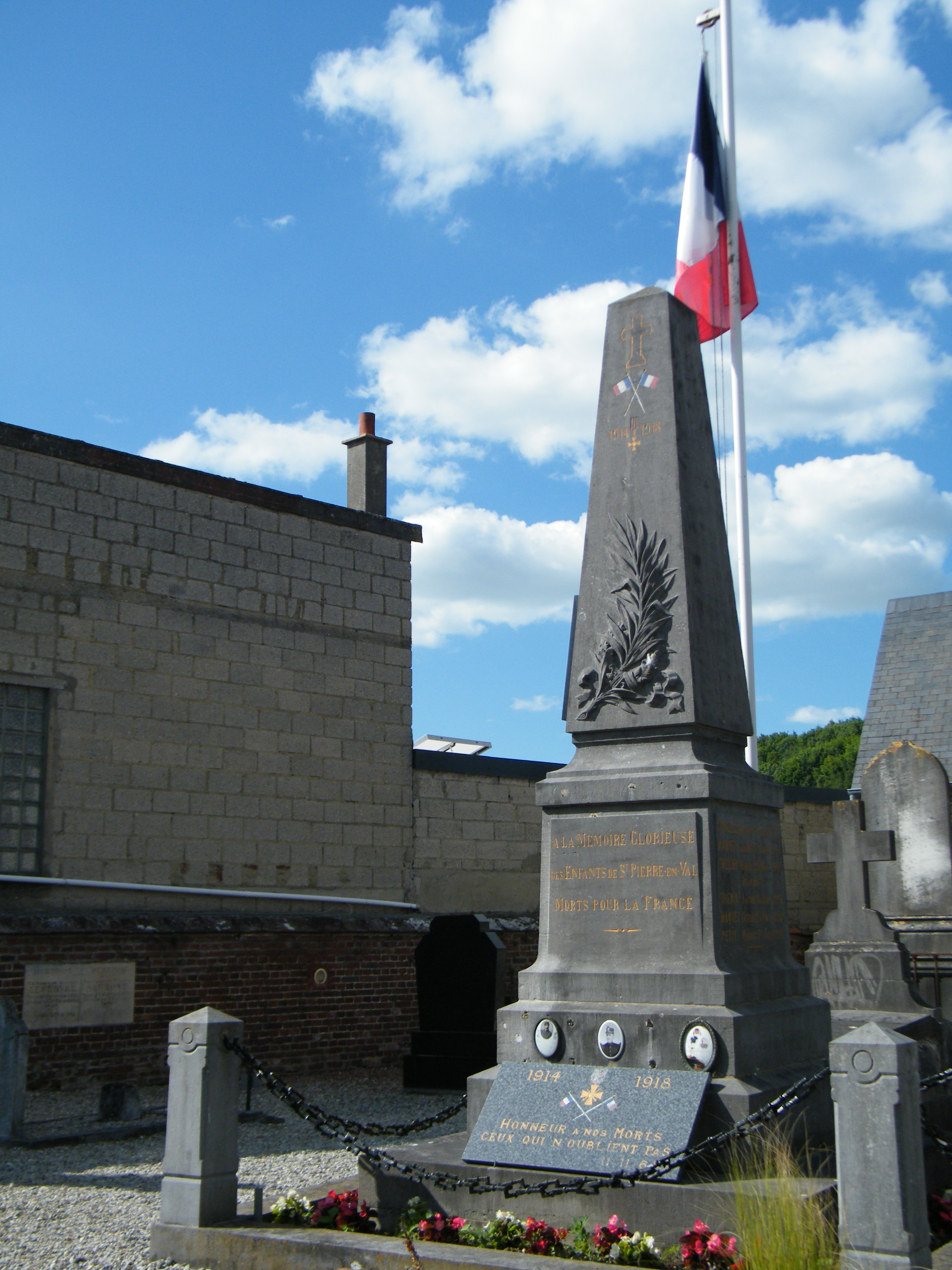
Monument aux morts.
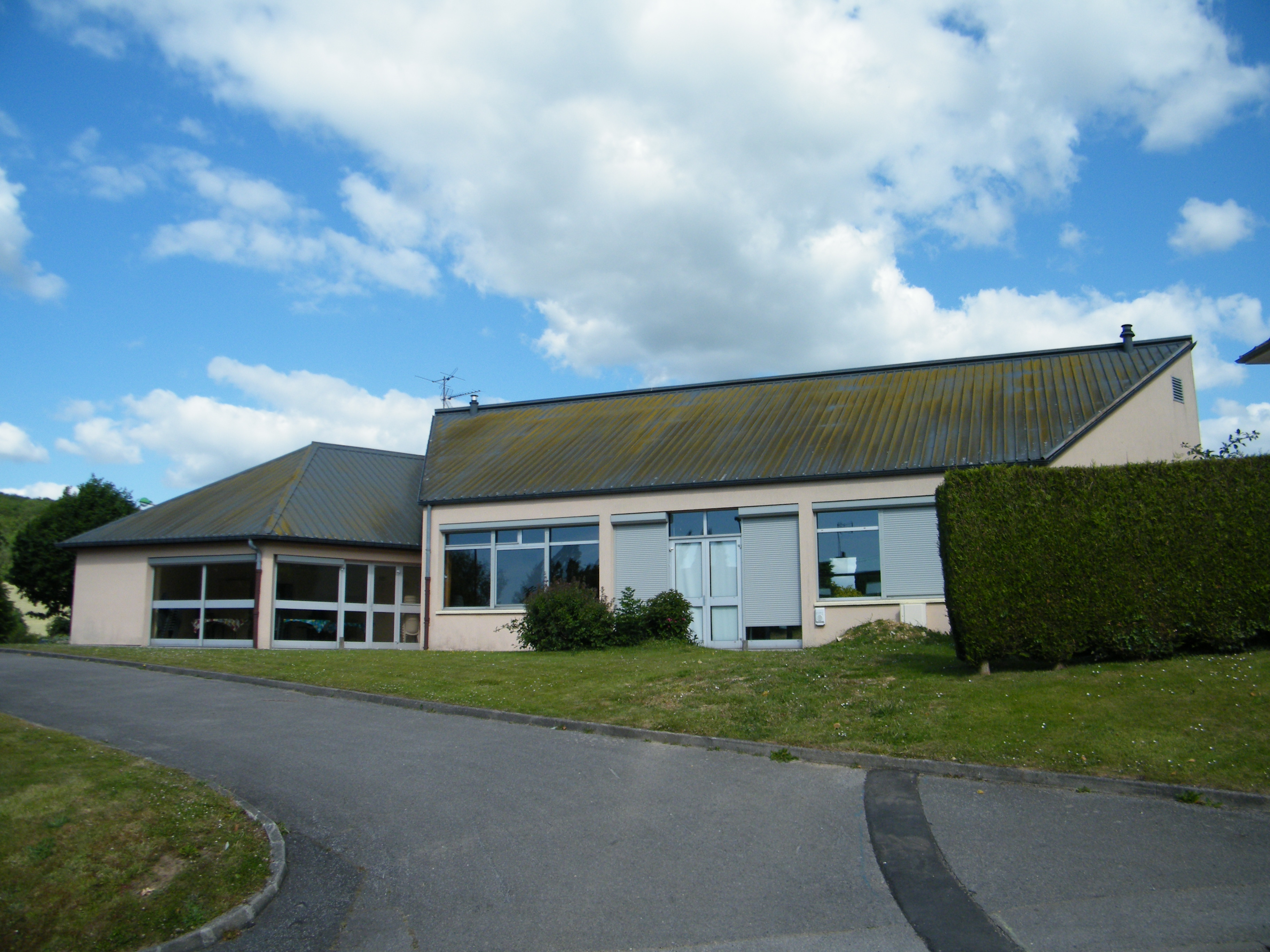
Salle communale.
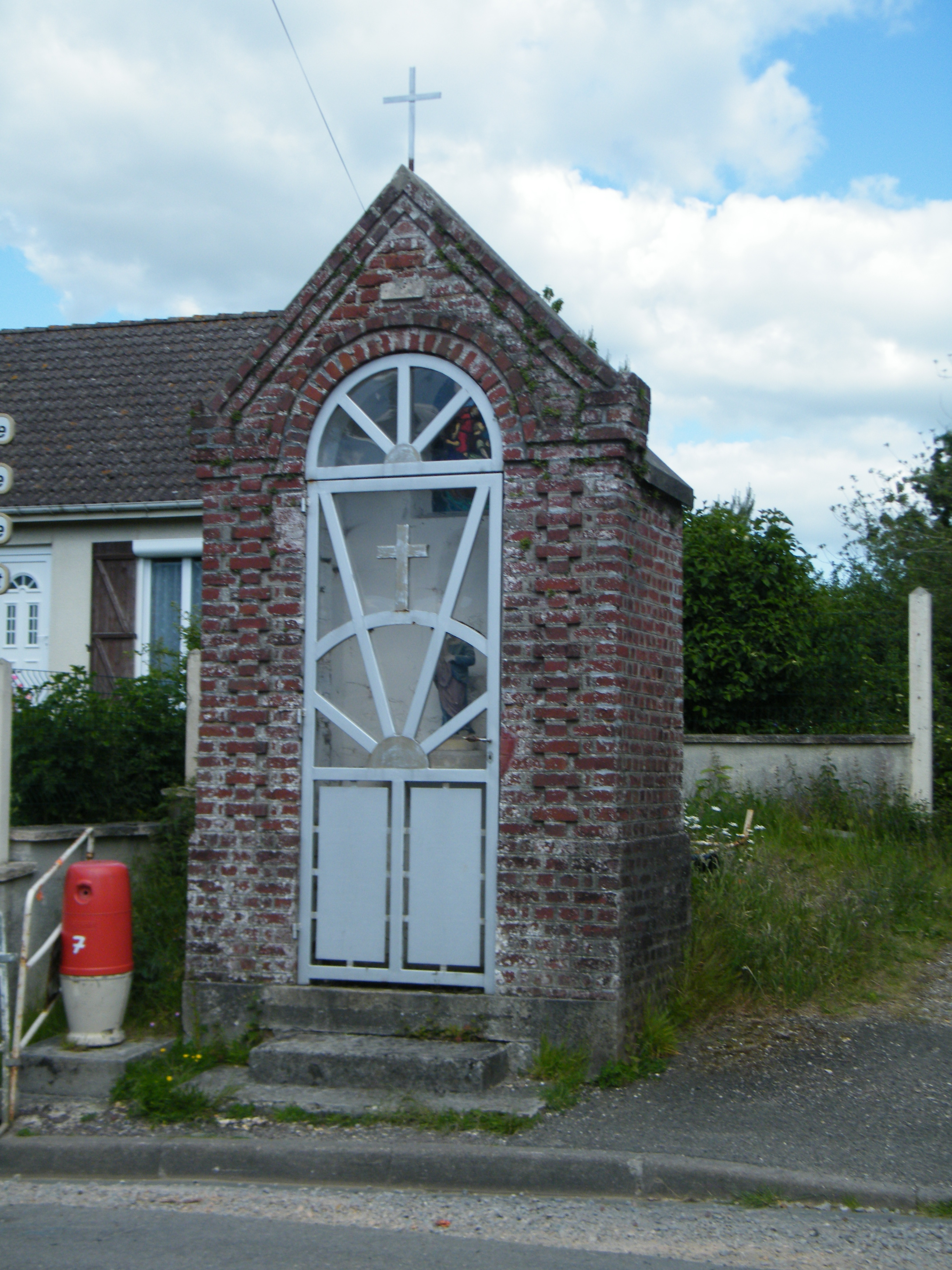
Chapelle patrimoniale.
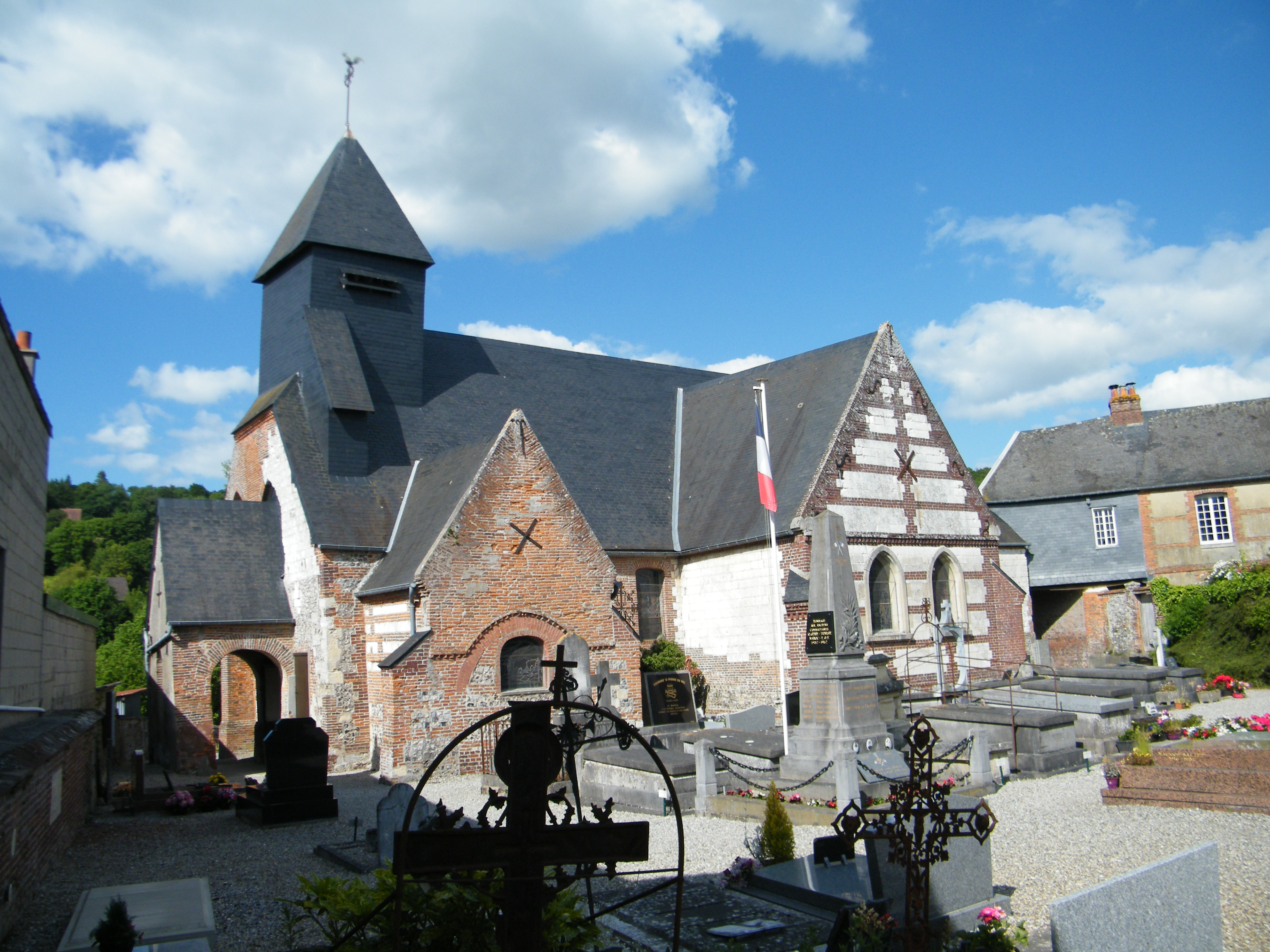
Église.
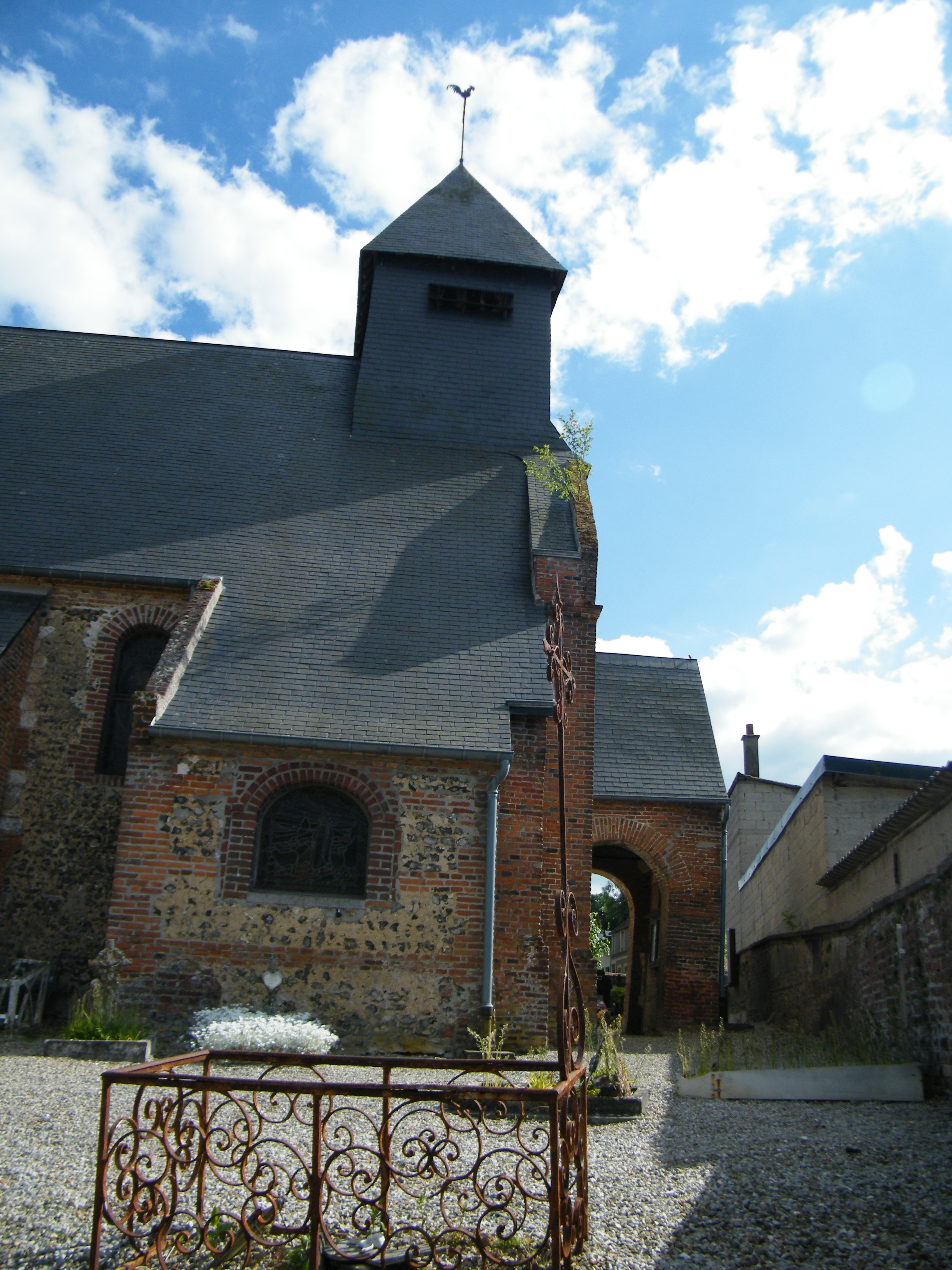
Autre vue de l'église.

### Personnalités liées à la commune

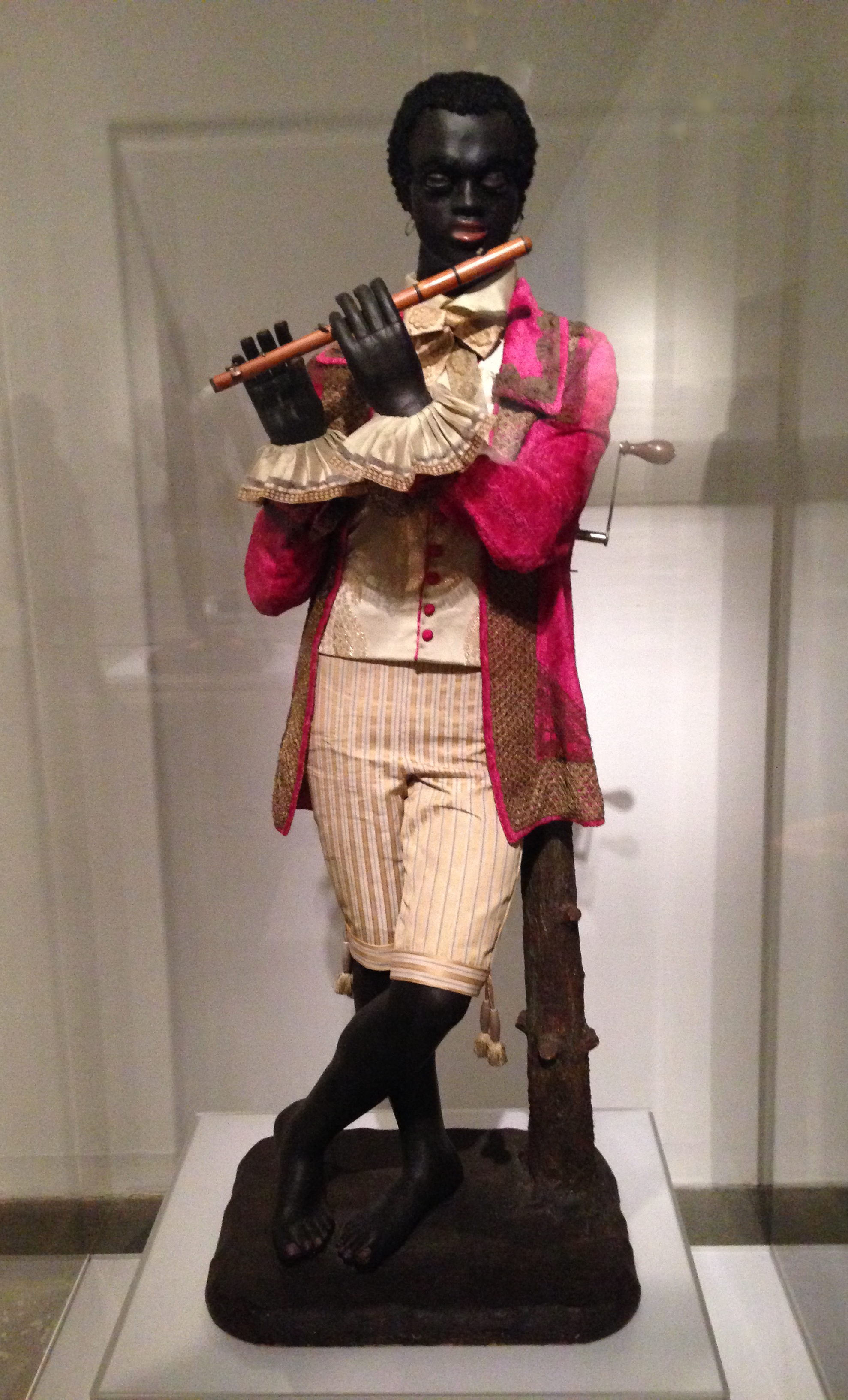
Le Flûtiste de Théroude.

- Alexandre Nicolas Théroude (1807-1883) , né le 25 février 1807 à Saint-Pierre-en-Val, fabricant de jouets et d’automates figurant parmi les plus grands noms de constructeurs d’automates mécaniques aux côtés de Phalibois, Roullet-Decamps, Lambert et Vichy[23], y est né.

### Héraldique
| Blason de Saint-Pierre-en-Val | Blason  | D’azur aux deux clefs adossées d’or, au chef d’argent chargé d’une pomme de pin de sinople accostée de deux croissants de gueules. |
| Blason de Saint-Pierre-en-Val | Détails | Le statut officiel du blason reste à déterminer.                                                                                   |